# OMÁV 25
Az Osztrák–Magyar Államvasút-Társaság (OMÁV) Ie osztály 144, később OMÁV 25 sorozat 2501 pályaszámú mozdonya egy osztrák-magyar kísérleti gőzmozdony volt.
A kompaund és ikergépezetű mozdonyok összehasonlítására és a fejlesztés irányának meghatározására a StEG kifejlesztett egy háromhengeres kompaund mozdonyt. A prototípus gép a StEG saját mozdonygyárában épült 1897-ben. Működésével azonban nem voltak megelégedve, így később ikerhengeresként üzemelt, de az amúgy is kisméretű alacsonynyomású hengerei miatt gyakorlatilag használhatatlan volt.
A StEG 1907-es államosításakor a kkStB az 506.01 pályaszámot adta neki. Az I. világháború után a ČSD-hez került 264.301 pályaszámon és 1926-ban selejtezték

## Fordítás
- Ez a szócikk részben vagy egészben  a   StEG II 144 című német Wikipédia-szócikk fordításán alapul.  Az eredeti cikk szerkesztőit annak laptörténete sorolja fel. Ez a jelzés csupán a megfogalmazás eredetét és a szerzői jogokat jelzi, nem szolgál a cikkben szereplő információk forrásmegjelöléseként.